# Stenospermation ulei
 (janvier 2024).
Espèce
Stenospermation ulei est une espèce de la famille des Araceae. C'est une espèce de plante épiphyte, Il s'agit indigène de la région Nord du Brésil, du Guyana et du Venezuela.

## Description
La hauteur de la tige de la plante est d'environ 2 m, tandis que la longueur de son limbe est de 1,3 à 1,5 cm. De plus, il pousse principalement dans le biome tropical humide.

## Systématique
Le nom correct complet (avec auteur) de ce taxon est Stenospermation ulei K.Krause.